# YLE24
YLE24 var en finländsk digital-TV-kanal, tillhörande Yle-koncernen. YLE24 grundades år 2001 och inriktade sig på nyheter och aktualitetsprogram. Kanalen upphörde våren 2007 och ersattes av YLE Extra.